# Robert McNamara

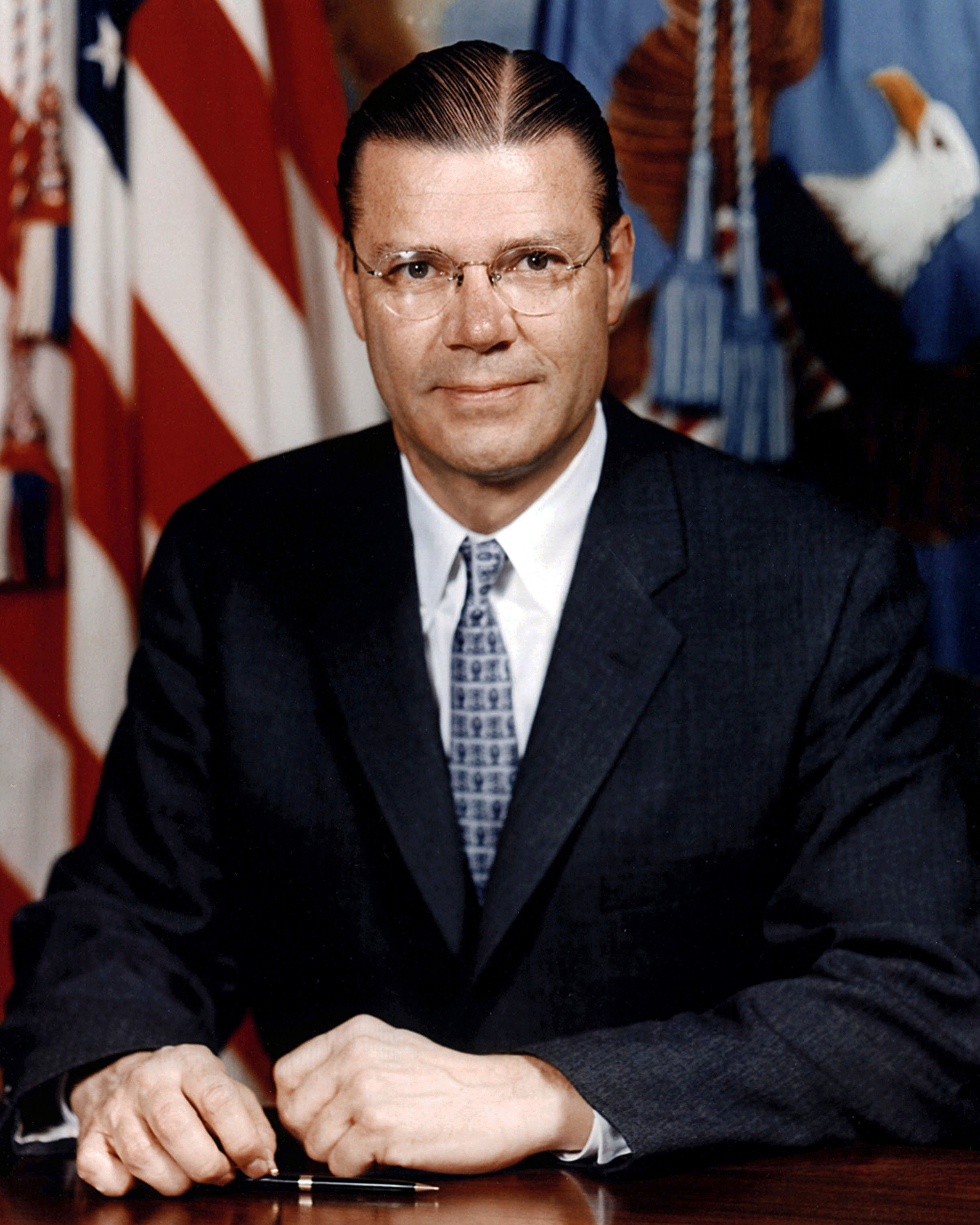
Robert McNamara (1961)

Robert Strange McNamara (* 9. Juni 1916 in San Francisco, Kalifornien; † 6. Juli 2009 in Washington, D.C.) war ein US-amerikanischer Manager und Politiker. 1960 wurde er der erste Präsident der Ford Motor Company, der nicht aus der Familie Ford stammte. Er war US-Verteidigungsminister von 1961 bis 1968 und Präsident der Weltbank von 1968 bis 1981.
Als Verteidigungsminister der US-Präsidenten John F. Kennedy und Lyndon B. Johnson war McNamara ein wichtiger Funktionsträger in der Intensivierung der US-amerikanischen Verstrickung in den Vietnamkrieg. Nachdem er sich ab 1967 zunehmend gegen die Fortsetzung des Krieges wandte, trat er im Februar 1968 von seinem Amt zurück.

## Studium, Militärzeit und Ford
McNamara wurde 1916 in San Francisco als Sohn des Verkaufsleiters eines Schuhgroßhandels Robert James McNamara und dessen Ehefrau Clara Nell Strange geboren. Für ein Studium an der privaten Stanford University fehlten ihm nach eigenen Angaben die finanziellen Mittel, sodass er stattdessen an der öffentlichen University of California, Berkeley, Wirtschaft und Philosophie studierte. Er wurde im zweiten Studienjahr in die Vereinigung Phi Beta Kappa aufgenommen. Nach seinem Bachelor-Abschluss 1937 absolvierte McNamara das MBA-Programm der Harvard University.
Nach seinem Studium arbeitete er zunächst bei Price Waterhouse und kehrte 1940 als Dozent zurück an die Harvard University, wo er u. a. auch Kontakte zum US Army Air Corps knüpfte und sich entschloss, diesem beizutreten. Dabei diente er in der USAAF im Stab des damaligen Generals Curtis LeMay. Er trat in die USAAF 1943 im Range eines Captain ein und verließ den Dienst 1946 mit der Auszeichnung Legion of Merit als Lieutenant Colonel.
Er entwickelte dort mathematische Modelle für die Bombardierungen japanischer Städte mit Brandbomben mit dem angestrebten Effekt, deren Wirkungskraft bei gleichbleibenden Kosten zu erhöhen.
Am Ende seiner Militärzeit begann er 1946 eine leitende Tätigkeit bei der Ford Motor Company, da er – nach eigenen Angaben – Informationen darüber besaß, dass dort ein Mangel an akademisch gebildeten Führungskräften bestehe. Zunächst war er für die Finanzanalyse verantwortlich. Danach begann sein Aufstieg in höhere Positionen. Er wurde 1960 der erste Präsident von Ford, der kein Mitglied der Ford-Familie war. Die erfolgreiche Expansion von Ford in der Nachkriegszeit gilt in bedeutendem Maße als Verdienst McNamaras. Er galt damals als „Leuchtturm“ amerikanischen Managements und Fortschrittsglaubens.

## Verteidigungsministerium
McNamara diente vom 21. Januar 1961 bis  zum 29. Februar 1968 als Verteidigungsminister der USA unter den demokratischen Präsidenten Kennedy und Johnson. 

### Reformen

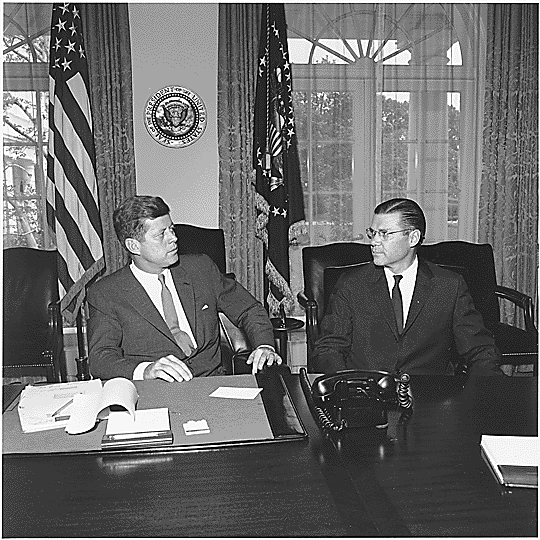
McNamara mit dem US-Präsidenten Kennedy, Juni 1962

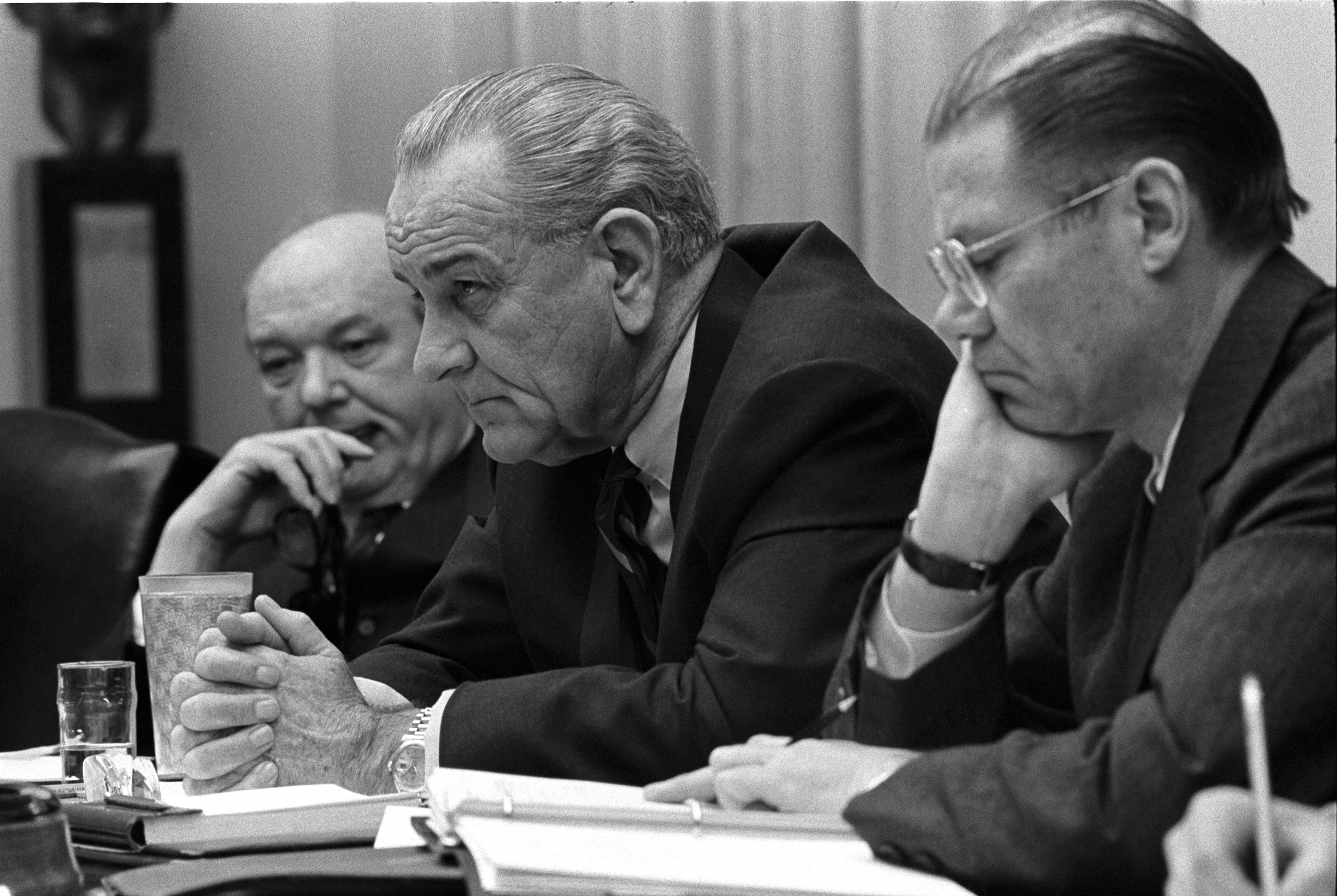
McNamara, rechts, mit dem Präsidenten Johnson und dem Außenminister Dean Rusk, Februar 1968.

John F. Kennedy, der neu gewählte demokratische US-Präsident, bot den Posten des Verteidigungsministers in seinem Kabinett zunächst Robert A. Lovett an, der jedoch ablehnte und seinerseits McNamara vorschlug. McNamara, ein liberaler Republikaner, nahm das Amt an.
Obgleich die Problemstellungen des Ministeriums für Robert McNamara zunächst völliges Neuland darstellten, gelang es ihm, sich rasch in sein Aufgabengebiet einzuarbeiten, wobei er u. a. allzu radikale Veränderungen wie die Ersetzung der Joint Chiefs of Staff durch eine einzige Person ablehnte. Viele weitere organisatorische Straffungen im Verteidigungsministerium sind ihm zu verdanken. Dabei machte er sich bei den höheren Militärs nicht unbedingt Freunde, die keine Änderungen der Strukturen wünschten und diesem „Rationalisten“ mit seinem Stab junger Mitarbeiter misstrauten.
In der Amtszeit von Robert McNamara erfolgte ebenso der Ausbau des United States Army Special Forces Command (Airborne), das in dieser Zeit erheblich verstärkt wurde und dessen Bedeutung in der Gefechtsdoktrin der US Army insbesondere mit dem beginnenden Vietnamkrieg zunahm.

### Nuklearstrategie
Nach ihm wurde außerdem die McNamara-Doktrin zur Atomwaffen-Strategie benannt. Als Verteidigungsminister ging er mit dem Präsidenten Kennedy konform und betrachtete einen nuklearen Abschreckungsschlag oder einen präventiven Schlag nicht mehr als das einzige Mittel, um mit der Sowjetunion zum Thema Wettrüsten zu diskutieren. Er vertrat das Prinzip der Flexible Response, eines kombinierten Abschreckungsschlags und gleichzeitig eines Erstschlags, im Falle des absolut bevorstehenden Krieges, falls der Feind mit seinen Truppen jederzeit zuschlagen könnte.

### Kuba
Unter seiner Ägide wurde auch die Invasion in der Schweinebucht geplant, deren Trainingszentrum in Nicaragua unter Anastasio Somoza Debayle war. Sie hatte den Sturz von Fidel Castros Revolutionsregierung in Kuba zum Ziel, endete aber als völliger Fehlschlag und als schwere internationale Blamage für die USA. Erfolgreich war hingegen die US-amerikanische Taktik während der Kuba-Krise, die er maßgeblich mitbestimmte.

### Vietnam

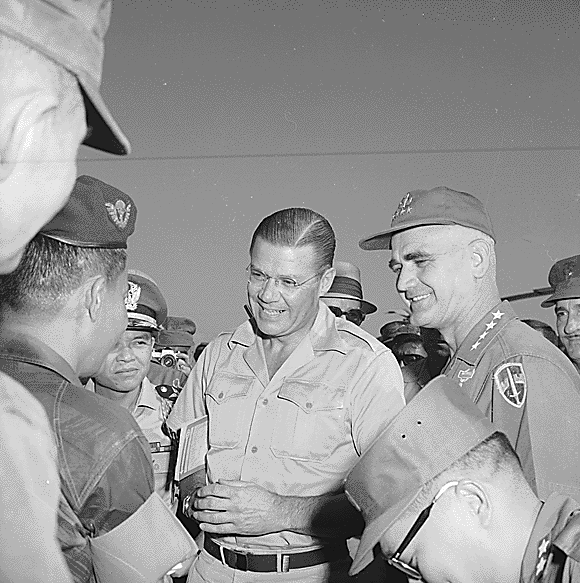
McNamara und General Westmoreland in Vietnam 1965

Zu den zentralen politischen Aufgabengebieten in seiner Zeit als Minister gehörte der Vietnamkrieg, der auch zu seinem Ausscheiden aus dem Amt führen sollte. Unter McNamara wurden die Truppen in Vietnam aufgestockt und die Bombardierungen immer weiter verstärkt. Unterstützt von den führenden US-Offizieren führte das schließlich zu einer Stationierung von 485.000 Soldaten bis Ende 1967 und 535.000 bis Juni 1968 unter dem Befehl von General William Westmoreland.
Mit der Eskalation der Truppenerhöhung und der Intensität der Kämpfe stiegen auch die Verluste. Entgegen der Ansicht vieler US-Offiziere setzte McNamara dabei als wesentliche Strategie der Kriegsführung auf die Statistik: Davon ausgehend, dass die Zahl der Vietkong-Kämpfer begrenzt sei, setzte er auf einen Abnutzungskrieg, an dessen Ende die Gegenseite besiegt sei. Der Erfolg dieser Strategie wurde dann an der Zahl getöteter Gegner gemessen, dem Body Count. Dieser Hang zu Statistiken und Tabellen brachte ihm im Verteidigungsministerium der Vereinigten Staaten den Namen „Computer auf Beinen“ ein.
Im November 1967 empfahl McNamara überraschend, die Truppenstärke einzufrieren, die Bombardierung Nordvietnams einzustellen und den Bodenkampf Südvietnam zu überlassen – was Präsident Johnson sofort zurückwies. McNamara erklärte, die von ihm jahrelang verfolgte Politik sei falsch und seine Strategie für den Krieg gescheitert. Nachdem er vorher entschlossen für den Krieg eingetreten war, war seine Position nun diskreditiert und er verlor jedwede Unterstützung, auch von Präsident Johnson. Zu diesem Zeitpunkt befand er sich mehrmals am Rande des Nervenzusammenbruchs, da er sich den Medien und öffentlich den protestierenden Studenten stellte, seine Meinungen offensiv vertrat und damit zu einem der unbeliebtesten Politiker seiner Epoche wurde.
Am 29. November 1967 erklärte er schließlich seinen Rücktritt, verbunden mit der Ankündigung seines neuen Postens bei der Weltbank. Am 29. Februar 1968 erhielt er offiziell die Entlassungsurkunde durch den Präsidenten, der Clark M. Clifford zu seinem Nachfolger ernannte. McNamara war mit 2595 Tagen im Dienst der am längsten amtierende Verteidigungsminister der Vereinigten Staaten. Nach dem Ausscheiden aus dem Amt verlieh ihm Präsident Johnson im Februar 1968 die Presidential Medal of Freedom, die höchste zivile Auszeichnung der USA.
Viele Jahre später bekannte McNamara, der sich in seiner Zeit bei Ford Motors für die Einführung des Sicherheitsgurtes einsetzte: „Wäre ich doch bloß nicht Kennedys Ruf in die Politik gefolgt und damit verantwortlich geworden für unzählige Tote in Vietnam“. Beim Besuch des Ehrenmals der Gefallenen 1995 in Washington konnte er vor Ergriffenheit keine Worte finden.

### Rüstungsprojekte
1961 strich McNamara, drei Monate nach seiner Amtseinführung, den von seinem früheren Vorgesetzten General Curtis LeMay favorisierten B-70-Bomber auf nur noch drei Maschinen. Das SAC hatte 250 Maschinen beantragt. McNamara schätzte die Beschaffungskosten von etwa zehn Milliarden US-Dollar als zu hoch ein und forcierte stattdessen die Einführung von günstigeren Interkontinentalraketen (ICBM). McNamara geriet auch während der Kubakrise (1962) mit LeMay aneinander und sorgte danach dafür, dass dieser in den Ruhestand versetzt wurde.
Unter seiner Leitung wurde auch eines der bis dahin größten Beschaffungsprogramme der US-Luftwaffe beschlossen: 1965 bekam Lockheed den Zuschlag für die C-5A Galaxy, das erste Großraumtransportflugzeug seiner Klasse. Angesichts ständig steigender Kosten wurde aber die Anzahl der Maschinen von anfangs 115 auf 81 reduziert. Gleichzeitig setzte er den Bau der F-111 durch, musste nach Tests der Maschine aber die Navyversion zugunsten der Grumman F-14 aufgeben, da er aus Kostenreduzierung einen Flugzeugtyp für alle Teilstreitkräfte beschaffen wollte, was erst im 21. Jahrhundert mit der F-35 realisiert werden konnte.

## Präsident der Weltbank

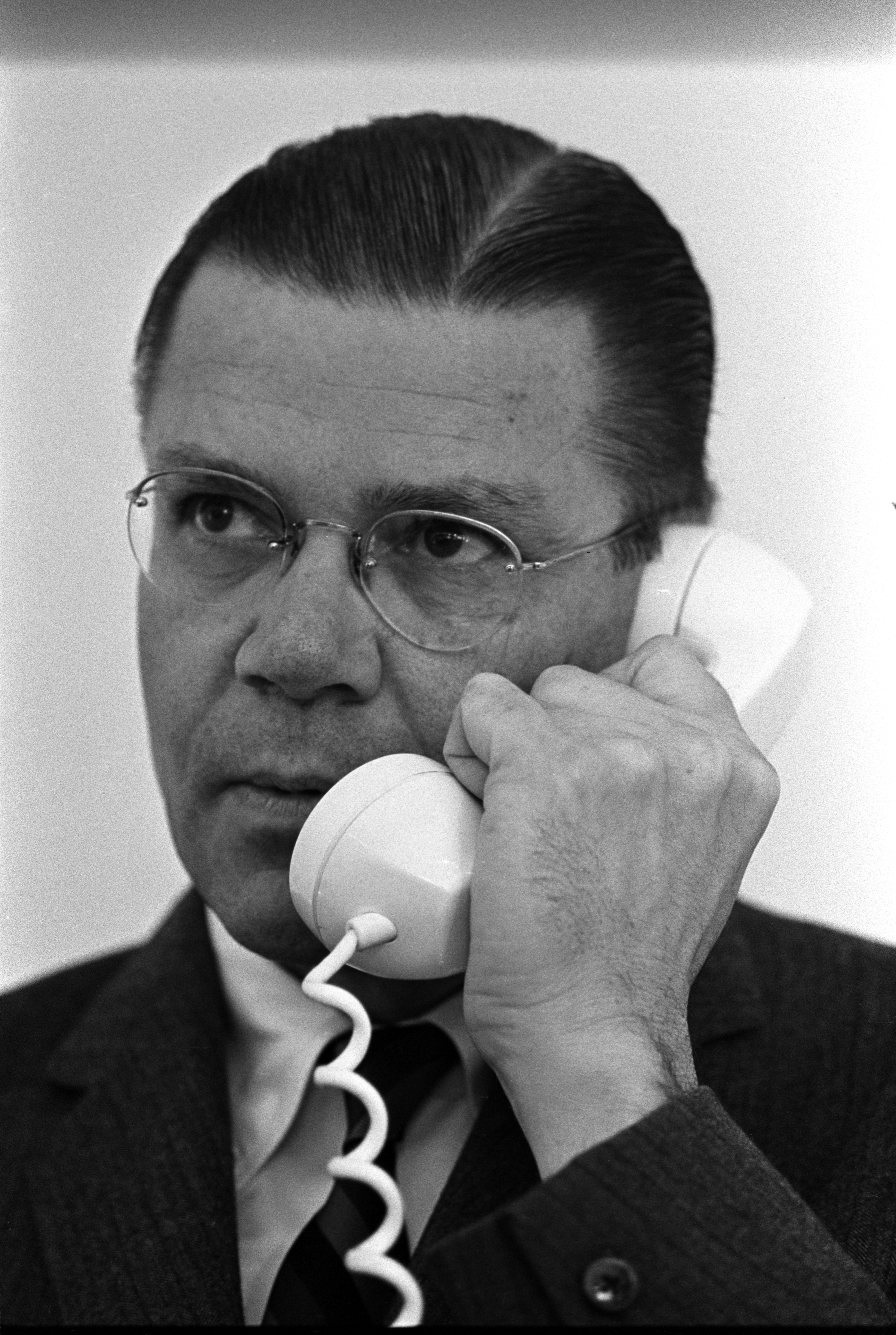
Robert McNamara (1964)

Im April 1968 begann er, sich seiner neuen Aufgabe als Präsident der Weltbank zu widmen. McNamaras Tätigkeit in dieser Funktion dauerte bis 1981 an. In seine Amtszeit fiel die verstärkte Kreditvergabe an die Staaten der Dritten Welt mit dem Ziel, dem Phänomen der absoluten Armut ein Ende zu setzen. McNamara sah das als unabdingbare Voraussetzung, um das Aufkommen kommunistischer Bewegungen zu verhindern. Dafür setzte er auf wirtschaftliches Wachstum und die Ausstattung der Landwirtschaft der betreffenden Länder mit einer industriellen Infrastruktur. Teil dieser Politik war auch die Umsetzung der sogenannten Grünen Revolution im Agrarbereich. Die Vergabe großzügiger Kredite für zumeist ambitionierte Projekte – wie z. B. den Bau von Staudämmen – hatte zum Ergebnis, dass die Auslandsschulden der betreffenden Staaten bislang nicht gekannte Dimensionen erreichten. Das war die Voraussetzung für die Entwicklung der Strukturanpassungsprogramme im Jahre 1979. Damit prägte er die neue Ausrichtung der Weltbank und verhalf ihr zu einem positiveren Image. 1977 regte McNamara die Bildung der von Willy Brandt geleiteten Nord-Süd-Kommission an.

## Vom Falken zum Verfechter weltweiter atomarer Abrüstung
McNamara galt als „Falke“, so erhöhte sich die Zahl der nuklearen Interkontinentalraketen der USA unter seiner Ägide von jeweils weniger als 100 ICBM und SLBM explosionsartig auf mehr als 1.000 bzw. über 600. Spätestens seit den 1980er Jahren änderte er viele seiner Ansichten. So trat er für eine bedingungslose weltweite atomare Abrüstung ein. Schon Unfälle mit atomaren Gefechtsköpfen, die ja bereits mehrmals vorgekommen waren, seien so gefährlich, dass eine weitere Nutzung zu riskant sei: Es könne trotz entsprechender Vorsichtsmaßnahmen auch zu Detonationen kommen, die ganze Landstriche verwüsten würden. In seinen 1995 erschienenen Memoiren bezeichnete er den Vietnamkrieg als furchtbaren Irrtum der damaligen US-Politik, die von ihm allerdings maßgeblich mitverantwortet war. Er war Mitunterzeichner der Global Zero Initiative zur totalen atomaren Abrüstung.
Den Irakkrieg (ab 2003) verurteilte er als fatalen und moralischen Fehler, der George W. Bush anzulasten sei. War McNamara früher ein Buhmann für die Linke der Vereinigten Staaten, so wandelte er sich in seinen letzten Lebensjahren in gewisser Weise zu einem pazifistischen Vorbild. Auch US-Präsident Barack Obama berief sich auf Einsichten McNamaras.

## Privatleben
Am 13. August 1940 heiratete McNamara seine Jugendliebe Margaret Craig. Die beiden bekamen zwei Töchter und einen Sohn. Margaret McNamara starb im Februar 1981 an Krebs.  Im September 2004 heiratete er in zweiter Ehe Diana Masieri Byfield.
Am 6. Juli 2009 starb Robert McNamara im Alter von 93 Jahren.
McNamara fiel äußerlich besonders durch seine randlose Brille, das Tragen der Uhr am rechten Handgelenk und seine glatt nach hinten gekämmten lichten Haare mit strengem Scheitel auf.

## Mitgliedschaften
1969 wurde McNamara in die American Academy of Arts and Sciences und 1981 in die American Philosophical Society gewählt.

## Rezeption
2003 erstellte der Regisseur Errol Morris aus Interviews mit Robert McNamara den Dokumentarfilm The Fog of War. Er gewann den Oscar in der Kategorie „Bester Dokumentarfilm“.
In dem Film Die Verlegerin aus dem Jahr 2017 wird er von Bruce Greenwood dargestellt.

## Werke
In seinem Buch Vietnam – Das Trauma einer Weltmacht, in welchem er die US-amerikanische Politik während des Vietnam-Kriegs reflektiert, gesteht er u. a. ein:
„Wir haben uns schrecklich geirrt … Amerikanische Sprühaktionen haben zu keiner Zeit zu irgendeiner tatsächlichen und dauerhaften Sicherheit Südvietnams geführt …“
Die damals angenommene „nordvietnamesische Gefahr“ sei während des Kalten Krieges vollkommen überbewertet worden.
Der Vietnamkrieg, so urteilt er im Rückblick, war „… ein furchtbarer Irrtum.“
Über den brisanten, aber letztendlich glücklichen Ausgang der Kuba-Krise: „Es war Glück, es war nichts als der reine Zufall.“
- Original: Robert S. McNamara, with Brian VanDeMark: In Retrospect. The Tragedy and Lessons of Vietnam, Random House, Inc., New York 1995
- Deutsch: Robert S. McNamara, Vietnam – Das Trauma einer Weltmacht, 508 Seiten, Goldmann Verlag, ISBN 3-442-12956-7, 1997